# Cimitero Evangelico agli Allori

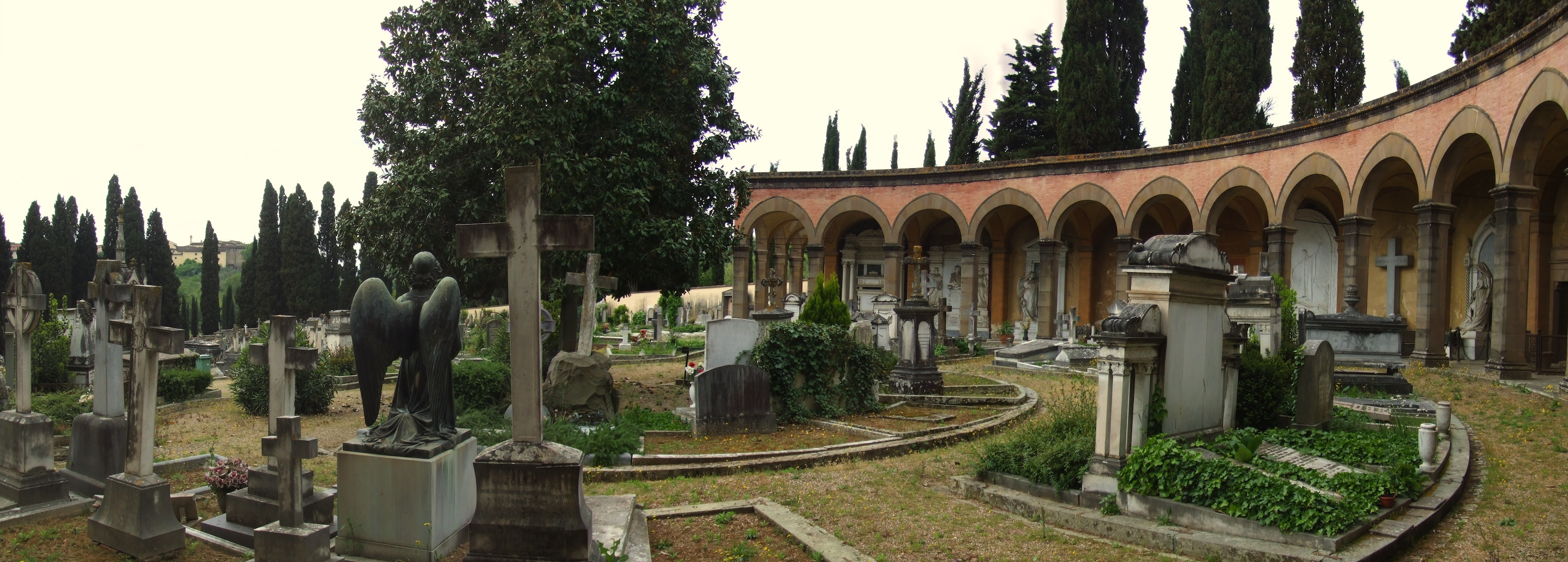
Cimitero Evangelico agli Allori

Der Cimitero Evangelico agli Allori ist ein 1878 angelegter Friedhof in Florenz, Italien. Er liegt im Südwesten der Stadt im Stadtteil Galluzzo.

## Geschichte
Als ab 1877 auf dem im Zentrum gelegenen Cimitero degli Inglesi keine Neubestattungen mehr möglich waren, plante eine Kommission der verschiedenen evangelischen Kirchen von Florenz für die nicht-katholischen christlichen Bestattungen einen neuen Friedhof vor den Toren der Stadt. Er erhielt seinen Namen von dem in der Nähe gelegenen Anwesen „Agli Allori“ und wurde am 26. Februar 1878 eröffnet. 1880 wurde eine einfache Kapelle errichtet. Der viele Jahre in Florenz lebende Bildhauer Adolf von Hildebrand schuf mehrere Grabmale des Friedhofs, so für Karl Stauffer-Bern (Granit, 1880), Rudolf Bennert (weißer Marmor, 1883), Karl Hillebrand und Gattin (weißer Marmor, Bronze-Büste, 1885), Henrich Homberger (weißer
Marmor, 1891) und Hermann (Ermanno) Bumiller (rosa Marmor, 1900–1903).
Um das Jahr 2000 wurde der Friedhof erweitert. Der ursprünglich protestantische Friedhof steht heute allen Religionszugehörigkeiten und auch Konfessionslosen offen.

## Gräber bekannter Persönlichkeiten
- Harold Acton (1904–1994), britischer Autor
- Gisela von Arnim (1827–1889), deutsche Schriftstellerin
- Ludmilla Assing (1821–1880), deutsche Publizistin
- Thomas Ball (1819–1911), US-amerikanischer Bildhauer
- Silpa Bhirasri (Corrado Feroci) (1892–1962), italienischer Bildhauer und Hochschullehrer
- Arnold Böcklin (1827–1901), Schweizer Maler und Bildhauer
- Adolph Buschbeck (1820–1883), US-amerikanischer Oberst im Sezessionskrieg

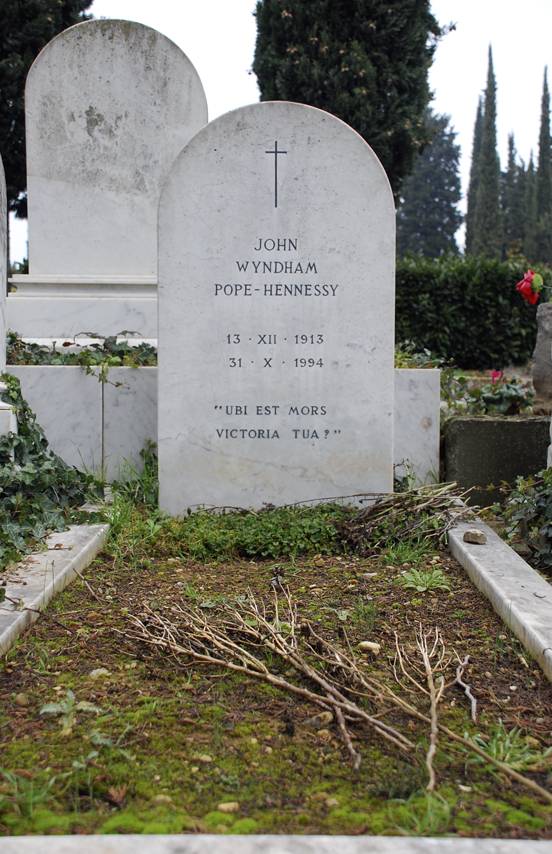
John Pope-Hennessy

- Oriana Fallaci (1929–2006), italienische Schriftstellerin und Journalistin
- Larkin Goldsmith Mead (1835–1910), US-amerikanischer Bildhauer
- Carmen Gronau (1910–1999), deutsch-britische Kunsthistorikerin und Kunsthändlerin
- Georg Gronau (1868–1937), deutscher Kunsthistoriker
- Bert Hinkler (1892–1933), australischer Flugpionier
- Herbert Percy Horne (1864–1916), britischer Kunstsammler, Architekt und Zeichner
- Alice Keppel (1869–1947), schottische Kurtisane und Mätresse Edwards VII.
- Charles Loeser (1864–1928), US-amerikanischer Kunstsammler und Kunsthistoriker
- Roberto Longhi (1890–1970), italienischer Kunsthistoriker
- Gherardo Nerucci (1828 – 1906), italienischer Jurist und Historiker
- Violet Paget (Vernon Lee) (1856–1936), britische Schriftstellerin und Essayistin
- Teodorico Pietrocola Rossetti (1825–1883), italienischer Prediger, Übersetzer und Kirchenliedkomponist
- John Pope-Hennessy (1913–1994), britischer Kunsthistoriker
- Leonardo Savioli (1917–1982), italienischer Architekt und Maler
- Truman Seymour (1824–1891), US-amerikanischer General
- Osbert Sitwell (1892–1969), britischer Schriftsteller und Kunstförderer
- Hans Joachim Staude (1904–1973), deutscher Maler
- Karl Stauffer-Bern (1857–1891), Schweizer Maler, Radierer und Bildhauer
- Frederick Stibbert (1838–1906), italienischer Unternehmer, Sammler und Mäzen
- Thayaht (Ernesto Michahelles) (1893–1959), italienischer Maler und Bildhauer
- Violet Trefusis (1894–1972), britische Schriftstellerin